# Rüdesheim ob Renu
Rüdesheim ob Renu je mesto vina v hessenskem okrožju Rheingau-Taunus ob vznožju Niederwalda na južnem prehodu v srednjo dolino Rena. Rüdesheim je na seznamu Unescove svetovne dediščine Zgornja srednja dolina Rena. Pripada vinorodnemu območju Ren-Majna in je dobro znana turistična znamenitost.

## Geografija

### Lega
Mestno območje Rudesheima leži v treh fizično-geografskih enotah glavne skupine: v Zgornji renski nižini, srednjerenskem območju in na gozdnatem območju Taunusa.
Rüdesheim je na skrajnem jugozahodu okrožja Rheingau-Taunus. Južne in vzhodne meje mestnega območja so na 525. kilometru renske plovne poti pri Rüdesheimskih vratih do 535. kilometra pri gradu Reichenstein. Ren je pri Rudesheimu na nadmorski višini 81 metrov in v Assmannshausnu na 77. metrih. 
Od Rudesheima in Eibingna se raztezajo osončena južna pobočja do Niederwalda (346 metrov) in Ebentala (304 m) navzgor, na vzhodu je sprva zmerna strmina, v smeri do Binger Locha na zahodu pa so vse bolj strma. Do višine okoli 250 metrov se na bregovih vinogradi. Od Rena v Assmannshausnu in od tu do izliva Eichbaca ima dolina obliko črke V z gorskimi pobočji pogorja Taunus, ki so deloma kamnita in peščena ter zelo strma, vinogradi so težko dostopni. Med Assmannshausnom in ruševinami gradu Ehrenfels so jih skoraj popolnoma opustili, saj je do parcel mogoče samo peš po ozkih poteh in stopnicah, stroji tu ne pridejo v poštev. Strma pobočja so se začela zaraščati.
Severno od Assmannshausna je glavni greben Taunusa in sega med 500 in 700 m nad morje. Tu je tudi najvišja gora v mestu Jagerhorn s 538 metri nadmorske višine.
Od Rena do Wisperja se mestno območje razteza v dolžini 13 km in širino do 5 kilometrov. 

### Sosednja območja
Rudesheim na vzhodu meji na mesto Geisenheim, na nasprotni strani Rena na jugu je mesto Bingen, na zahodu sta občini Weiler in Trechtingshausen (vsi trije v okrožju Mainz-Bingen in Rheinland-Pfalz) ter na zahodu in severu na mesto Lorch.

### Mestni predeli
K mestu Rüdesheim ob Renu ne spada samo jedro mesta Rüdesheim, ampak od leta 1939 še Eibingen z Windeckom in od leta 1977 po občinski reformi v Hessnu še soseske Assmannshausen, Aulhausen in Presberg, vsak vaški okraj z izvoljenim mestnim svetom v zadnjih treh četrtletjih. Rüdesheim in Eibingen sta se po vojni razvijala skupaj. Kljub temu pa še vedno okraj Eibingen ločuje oba dela mesta.

## Zgodovina
Območje okrog Rüdesheima je bilo poseljeno že zelo zgodaj, najprej s Kelti, nato z Ubijci in nato Matjaki. V 1. stoletju so  Rimljani prišli do Taunusa. V Bingnu so zgradili utrdbo in na nasprotni strani, na območju današnjega Rüdesheima na poti proti limesu, mostišče. Za Rimljani so prišli Alemani in ob selitvi narodov Franki. Arheološke steklene najdbe iz tega obdobja kažejo, da so že takrat gojili trto in pridelovali vino. Lega in velikost frankovske gručaste vasi sta v mestu pustili razporeditev ulic in cesto Klunkhardshof ter Kleine Grabenstraße. 
Rüdesheim je bil prvič omenjen v listinah leta 1074. Njegovo preživetje je bilo odvisno predvsem od vinogradništva in ladijskega prometa, zlasti spravila lesa.
Leta 1803 je Rüdesheim prišel pod oblast vojvodine Nassau. 4. aprila 1816 je postal sedež vojvodine in urada Rüdesheim ter 1. januarja 1818 dobil mestne pravice. 
Po pruski priključitvi vojvodine Nassau je bilo območje leta 1867 razdeljeno na okrožja, Rüdesheim je bil sedež novoustanovljenega okrožja Rheingau in središče okrožja ostal 110 let, vse do leta 1977 in nove občinske reforme.
Leta 1877 je cesar Viljem I. postavil temelje za Niederwaldski spomenik, ki je bil postavljen do leta 1883. Zanimiv je za mnoge turiste. Najprej so prihajali z osli, od leta 1885 je do Niederwalda pripeljal vlak, nato parni pogon zobate železnice in od leta 1954 kabinska žičnica. Turizem je tudi pospešil križarjenja z ladjo po Renu in postal glavni vir dohodka.
25. november 1944, po koledarju svetnikov posvečen Katarini Aleksandrijski, je bil črn dan za Rüdesheim: Močen bombni napad na območje okoli katoliške in protestantske župnijske cerkve je povzročil rušenje in zahteval več kot 200 smrtnih žrtev. Celo desetletje po vojni je bil Katarinin dan posvečen spominu na ta dogodek in mrtve. Ker je bilo najstarejšim stavbam v starem mestnem jedru prizaneseno in so jih hitro obnovili, je Rüdesheim kmalu spet postal turistično zanimiv. Za sprejem številnih razseljenih oseb in beguncev po vojni so gradili nove stanovanjske soseske: leta 1953 je nastalo naselje Windeck, leta 1970 Trift in leta 1977 Rüdesheim vzhod.

## Prijateljska mesta
- Meursault, Côte-d'Or, Francija
- Juliénas, Rhône, Francija (pobraten z odročnim centrom Assmannshausen)
- Oingt, Rhône, Francija (pobratena z odročnim centrom Presberg)
- Mezőkövesd, Borsod-Abaúj-Zemplén, Madžarska
- Swanage, Dorset, Anglija, Združeno kraljestvo [4][5]

## Znamenitosti

### Muzeji
- Siegfriedov mehanski glasbeni kabinet je prvi nemški muzej glasbenih avtomatov. Na več kot 400 kvadratnih metrih razstavnih površin je predstavljena štiristoletna zgodovina glasbe in njenih instrumentov, od glasbene mehanične ure do izredno težkega orkestriona. Posebnosti: enkratna zbirka mehanskih violin, kot je Hupfeldova violina phonoliszt s šestimi violinami, Hupfeldov violinski orkester ali Poppersov violinovo in od leta 2009 kinoorgle podjetja M. Welte & Söhne. [6].
- Srednjeveški muzej mučenja na 1000 kvadratnih metrih v zgodovinski obokani kleti prikazuje pravno zgodovino srednjega veka, pa tudi obdobje lova na čarovnice v Nemčiji. Zbirka je zelo bogata. Dragocena fotografska zbirka znanih mojstrov tistega časa je priča stoletij. Fotografska dokumentacija Amnesty International o kršitvah človekovih pravic v 20. in 21. stoletju dopolnjuje največjo razstavo v Evropi na temo Čarovnice, mučenje, grmada. [7]
- 'Asbaška destilarna in trgovina. [8]
- Renski vinski muzej Brömserburg prikazuje tisočletno zgodovino vinogradništva v Nemčiji, osredotočen je na rensko okrožje, je v najstarejšem gradu na območju svetovne dediščine Zgornje srednje doline Rena.[9]
- Muzej igrač in železnice, na 51 kvadratnih metrih je model železniškega sistema romantičnega Rena od Rüdesheima do Koblenza v slogu obdobja od leta 1930 do leta 1950. Tu so še otroške in igrače za odrasle zadnjih 100 let. Lutke, igrače trgovine, kuhinje, avtomobili, parni motorji in še veliko več je mogoče videti v vitrinah. Posebno pozornost zasluži razvoj modelov vlakov v zadnjih 100 letih. Razstavljenih je veliko starinskih vlakov, pravih parnih vlakov, električnih vlakov. [10]

## Zgradbe
- Niederwaldski spomenik, zgrajen leta 1883,
- Podeželski park Niederwald, 18. stoletje,
- Drosselgasse (Drozgova ulica) s številnimi gostinskimi lokali,
- Župnijska cerkev svetega Jakoba, 15. stoletje,
- Ruševine gradu Ehrenfels,
- Brömserburg (Niederburg), najstarejši grad na Unescovem seznamu svetovne dediščine Zgornja srednja dolina Rena z vinskim muzejem renskega okrožja,
- Boosenburg (Obernburg)  je 38 m visok stolp,
- Klunkhardshof, velika pollesena hiša iz 15. stoletja,
- plemiški dvorci na Oberstraße (Zgornji ulici): dvorec Brömser, Groenesteynscher, Bassenheimer,
- Orlov stolp iz 15. stoletja, 20,5 m visok poznogotski vogalni stolp stare mestne utrdbe je bil včasih na Renu,
- Mišji stolp iz 14. stoletja na otoku v Renu,
- Benediktinski samostan svete Hildegarde v okrožju Eibingen,
- Cerkev svete Hildegarde je nastala iz ostankov benediktinskega samostana, ki ga je ustanovila Hildegarda iz Bingna leta 1165,
- ostanki železniškega mostu Hindenburgbrücke.

## Gospodarstvo in infrastruktura

### Turizem in vinogradništvo
Vinarstvo, Niederwaldski spomenik in turizem narekujejo način življenja in gospodarske razmere, zlasti v okrajih Rüdesheim in Assmannshausen. S 380.000 prenočitvami ima mesto skoraj tretjino vseh prenočitev v okrožju Rheingau-Taunus.  Poleg tega gostijo goste iz rečnih ladij na križarjenju v Rudesheim in številne enodnevne obiskovalce iz regije. Kulinarika in hoteli so v glavnem v znameniti Drosselgasse in starem mestnem jedru Rüdesheima, pa tudi v Assmannshausnu.
Po prvem turističnem potovanju po romantični dolini Rena v poznem 18. stoletju je bilo odkritje Niederwaldskega spomenika začetek nadaljnjega turističnega razcveta v Rüdesheimu. Ljudje so prihajali najprej z vozovi, osli in leta 1885 z zobato železnico h kipu "Germanije" na Niederwaldu, ki spominja na združitev Nemčije po zmagi nad Francozi leta 1871. Po drugi svetovni vojni je bila delno uničena železnica ustavljena in leta 1954 zgrajena žičnica. Znani kraji so danes tudi samostan svete Hildegarde v Eibingerju, cerkev s svetiščem Hildegarde v Bingnu ali Rudesheim, Niederwald in Assmannshausen.
Renski rizling ali modri pinot iz Assmannshausna v gostilnah, vinskih barih in druga hrana in vino zagotavljajo gostom užitke, povezane z vinom in nemško gostoljubnostjo. Veliko kleti ponuja degustacije in neposredno prodajo.
Na tradicionalnem vinskem festivalu v Rüdesheimu kronajo vinsko kraljico in njene princese. Kraljica in njene princese predstavljajo mesto in svoje vino na številnih dogodkih v mestu in zunaj njega.
- Litografija iz 1897
- Litografija iz 1898
- Litografija iz 1898

### Kolesarske poti
V Rüdesheimu se začne Hessenska kolesarska pot R3 (Rhein-Main-Kinzig Radweg) pod sloganom Po stopinjah pozne trgatve (Auf den Spuren des Spätlesereiters). Poteka ob Renu, Majni in Kinzigu čez Fuldo do Tanna in Rone. Od leta 2013 je pot za pešce in kolesarje od Rüdesheima do Eltvilla. Načrtujejo še nove poti. Zaradi dragih gradbenih del to še ni na vidiku.

### Pešpoti
Od leta 2014 je po mestu označena Hildegardina pešpot, skoraj 7 km dolga krožna pot po mestu. Pomembne točke, kot je samostan ali svetišče svete Hildegarde, imajo informacijske table. 
Renska pešpot (Rheinsteig) od Wiesbadna prek Koblenza v Bonn skozi okrožje Rüdesheim se dotakne samostana in Niederwaldskega spomenika. Druga je Pot rizlinga. Ta vodi ob reki in skozi očarljive vinograde Rüdesheima ob Renu do Wiesbadna. Po Rüdesheimu in Assmannshausnu so tudi poti za nordijsko hojo. Prijetne so tudi poti za pešce proti razvalinam gradu Ehrenfels s pogledi na Niederwald.